# Rossa (Piemont)
Rossa település Olaszországban, Piemont régióban, Vercelli megyében. Lakosainak száma 174 fő (2023. január 1.). Rossa Balmuccia, Boccioleto, Cervatto, Cravagliana, Fobello és Alto Sermenza községekkel határos.

## Népesség
A település népességének változása:
| Lakosok száma | 181  | 182  | 174  |
|               | 2017 | 2018 | 2023 |